# Arnold Hilgers
Arnold Hilgers (* 17. November 1947; † 24. Mai 2021) war ein deutscher Arzt und Sachbuchautor. Er bewarb eine von ihm erdachte alternativmedizinische Lehre (Hilgers Systems Medicine); die damit verbundenen Nahrungsergänzungspräparate werden über den Hersteller Sanoplan Nutraceuticals und deren Forschungsabteilung EURIMM (“European Instituts for molecular Medicine”) vertrieben.

## Leben
Arnold Hilgers studierte an der Heinrich-Heine-Universität in Düsseldorf zunächst Betriebswirtschaftslehre, dann Medizin und Psychologie. Seit Anfang der 1980er Jahre beschäftigte er sich als praktizierender Arzt mit den Zusammenhängen zwischen Krankheit, Umweltfaktoren (koevolutionäre Mikroben, Schadstoffe und Nahrung) und gestörter Immunbalance.
Die von Hilgers 1984 entwickelte Theorie besagt, neben anderen Mikroben und Umweltfaktoren seien Viren der Herpesfamilie (HHV-6, EBV, CMV, VZV etc.) an vielen chronischen z. T. lebensbedrohlichen Erkrankungen entscheidend beteiligt.

## Publikationen

### Originalarbeiten (Peer Review / Pub Med)
- A. Hilgers, G. R. F. Krüger, U. Lembke, A. Ramon: Postinfectious Chronic Fatigue Syndrome: Case history of thirty-five patients in Germany. In: in vivo. Band 5, 1991, S. 201–206. PMID 1893076
- A. Hilgers, J. Frank: Chronic Fatigue Syndrome: Immundysfunktion, Erreger- und Schadstoffbeteiligungen sowie neurologische und kardiale Veränderungen. In: Wiener Medizinische Wochenschrift. Band 144, 1994, S. 399–406. PMID 7856214
- A. Hilgers, J. Frank: Chronic Fatigue Immundysfunktion Syndrome bei 103 Patienten: Diagnostik, Befunde und Therapie. In: Z. Klin. Med. Band 47, 1992, S. 152–164.
- A. Hilgers, J. Frank: Chronic Fatigue Syndrome: Evaluation of a 30-Criteria-Score and Correlation with Immune Activation. In: Journal of Chronic Fatigue Syndrome. Vol. 2, Nr. 4, 1996, ISSN 1057-3321
- A. Hilgers, J. Frank: Prolongation of Central Motor Conduction time in Chronic Fatigue Syndrome. In: Journal of Chronic Fatigue Syndrome. Vol. 4, Nr. 2, 1998.

### Artikel
- A. Hilgers: Gesundheit und Kasse: Der geknebelte Arzt – der verkaufte Patient. In: Therapiewoche. Band 42, Nr. 37, 1992, S. 2097–2098.
- A. Hilgers: Das chronische Müdigkeitssyndrom: Frühzeitig diagnostizieren – effektiv behandeln. In: Therapiewoche. Band 42, Nr. 27/28, 1992, S. 1657–1658.

## Bücher
- Arnold Hilgers, Inge Hofmann: CFS – Chaos im Immunsystem. 1994/2004, Bastei Lübbe, ISBN 3-404-66291-1, Download
- Arnold Hilgers, Inge Hofmann, Hugo Lanz: Der Patient und sein Recht. Bastei Lübbe, 1994, ISBN 3-404-66300-4.
- Arnold Hilgers, Inge Hofmann: Gesund oder Krank – Das Immunsystem entscheidet. Springer Verlag, 1995, ISBN 3-540-59226-1.
- Arnold Hilgers, Inge Hofmann: Fitmacher fürs Immunsystem. Mosaik Verlag, 1996, ISBN 3-576-10502-6.
- Arnold Hilgers, Inge Hofmann: Melatonin – die Pille für Gesundheit und ewige Jugend?  Mosaik Verlag, 1996, ISBN 3-576-10622-7.
- Arnold Hilgers, Inge Hofmann: Ewig jung mit DHEA? Mosaik Verlag, 1997, ISBN 3-576-10636-7.
- Arnold Hilgers, Inge Hofmann: Food Intolerance – Die neu entdeckte Krankheit. Mosaik Verlag, 1997, ISBN 3-576-10742-8.